# 1996年夏季残疾人奥林匹克运动会法国代表团
1996年夏季残疾人奥林匹克运动会法国代表团是法国派出的1996年夏季残疾人奥林匹克运动会代表团。获得35枚金牌、29枚银牌和31枚铜牌。